# Kurt Kratena
Kurt Kratena (* 2. September 1961 in Wien) ist ein österreichischer Ökonom. Sein Forschungsfeld umfasst Input-Output-Analyse und Energieökonomische Analyse.

## Leben
Kratena studierte Volks- und Betriebswirtschaft an der Wirtschaftsuniversität Wien und promovierte 1988. Von 1993 bis 2015 war er Mitarbeiter am Österreichischen Institut für Wirtschaftsforschung (WIFO) in Wien. Er wurde 2008 im Fach Umweltökonomie an der Universität Klagenfurt habilitiert. Im Auftrag der Europäischen Kommission erstellten Kratena und Mitarbeiter 2013 ein Langzeit-Input-Output-Modell ('FIDELIO 1') für die EU-27. Seit 2015 ist Kratena Direktor des Forschungszentrums CESAR (Centre of Economic Scenario Analysis and Research) in Sevilla (Spanien).

## Veröffentlichungen
- Umfang und ökonomische Auswirkungen der Abgabenhinterziehung in Österreich : Studie im Auftrag der Kammer für Arbeiter und Angestellte für Wien, Wien : Kammer für Arbeiter und Angestellte für Wien, 1994, ISBN 3706300206, OCLC 75750945
- Mit Bruno Roßmann: Investitionsbedarf in der Abfallwirtschaft : Vermeidung, Verwertung, Entsorgung und Finanzierung, Wien : Wirtschaftswiss. Abt. d. Kammer für Arbeiter u. Angestellte für Wien, 1989, OCLC 246327360
- Makroökonomische Evaluierung der Liberalisierung im österreichischen Energiemarkt, Studie des Österreichischen Instituts für Wirtschaftsforschung im Auftrag des Bundesministeriums für Wirtschaft und Arbeit, Wien : WIFO 2004, OCLC 76510237
- Mit Norbert Knoll: Förderstrategien für Breitbandtechnologien und deren volkswirtschaftliche Auswirkungen : Studie, Wien : RTR-GmbH, 2003, OCLC 76692030
- Das Schuldenproblem der Entwicklungsländer : Lösungsansätze in einer neuen Weltwirtschaftsordnung, Wien : Forschungsinst. für Vergleichende Sozial- u. Wirtschaftswiss. Studien im Mittelmeerraum, 1989, ISBN 3900958009, OCLC 165513349
- Mit Alfred Katterl: Reale Input-Output Tabelle und ökologischer Kreislauf Physica-Verlag Heidelberg, Januar 1990, ISBN 3-7908-0515-7
- Environmental Tax Reform and the Labour Market: The Double Dividend in Different Labour Market Regimes Edward Elgar Publishing Ltd, Februar 2003, ISBN 1-84376-132-7